# Кривоногов, Виктор Николаевич
Виктор Николаевич Кривоногов (12 июня 1922, Московская область — 15 декабря 2007) — помощник командира взвода 23-й отдельной гвардейской разведывательной роты, гвардии старшина.

## Биография
Родился 12 июня 1922 года в селе Анискино Щёлковского района Московской области. В 1938 году окончил 8 классов сельской школы, работал на оборонном заводе им. Свердлова.
В апреле 1941 года по спецнабору был призван в Красную Армию. Прошел подготовку в школе младших специалистов. В июне был направлен на практику на оперативный аэродром у западной границы. Здесь встретил начало Великой Отечественной войны. С первого дня участвовал в оборонительных боях.
Весной 1942 года был зачислен в 27-ю гвардейскую стрелковую дивизию. Сначала в разведроту 76-го гвардейского стрелкового полка, затем был переведен в дивизионную разведку — в 23-ю отдельную гвардейскую разведроту. В составе этой части прошел до конца войны.
Защищал Сталинград, там получил первую боевую награду — орден Красной Звезды. Затем освобождал Донбасс, Запорожскую, Харьковскую, Кировоградскую области. В 1943 году вступил в ВКП(б). В 1944 года в составе дивизии, переброшенной на 2-й Украинский фронт, участвовал в боях за освобождение Польши.
9 августа 1944 года гвардии старший сержант Кривоногов с группой разведчиков проник в тыл противника и в районе населенного пункта Пясечно обнаружил скопление живой силы и техники врага и доставил эти сведения в штаб дивизии. 11 августа в этом же районе в составе группы разведчиков захватил «языка», который сообщил ценные сведения о группировке противника в полосе дивизии.
Приказом от 7 сентября 1944 года гвардии старший сержант Кривоногов Виктор Николаевич награждён орденом Славы 3-й степени.
16 октября 1944 года в устье реки Пилица гвардии старшина Кривоногов, возглавляя группу захвата, преодолел проволочные заграждения, ворвался в траншею противника. Огнём из автомата уничтожил 5 пехотинцев и взял в плен унтер-офицера, который затем был доставлен в штаб.
Приказом от 12 ноября 1944 года гвардии старшина Кривоногов Виктор Николаевич награждён орденом Славы 2-й степени.
17 апреля 1945 года под городом Зелов гвардии старшина Кривоногов с группой разведчиков отразил контратаки противника, поддерживаемые 4 штурмовыми орудиями, и вывел из строя свыше 10 солдат и 2 офицеров. Когда погиб командир, принял командование на себя. Был трижды ранен и контужен, но поля боя не оставил до подхода стрелковых подразделений.
День победы встретил в госпитале. В 1945 году был демобилизован.
Указом Президиума Верховного Совета СССР от 15 мая 1946 года за исключительное мужество, отвагу и бесстрашие, в боях с вражескими захватчиками гвардии старшина Кривоногов Виктор Николаевич награждён орденом Славы 1-й степени. Стал полным кавалером ордена Славы.
В 1946 году приехал на родину жены в город Ворошиловск Луганской области Украины. Окончил курсы водителей, более 30 лет работал водителем строительной автобазы, а затем водителем-наставником. Активно участвовал в патриотическом воспитании молодежи города. Почетный гражданин города Алчевска.
Скончался 15 декабря 2007 года.
Награждён орденами Октябрьской Революции, Отечественной войны 1-й степени, Красной Звезды, Славы 3 степеней, украинским орденом Богдана Хмельницкого 3-й степени, медалями, в том числе «За отвагу» и «За боевые заслуги».
В мае 2008 года в Алчевске, на доме, где жил легендарный разведчик установлена мемориальная доска.